# The Sims: Livin' It Up
The Sims: Livin' It Up (Livin' Large i USA) är det första expansionspaketet av datorspelet The Sims. Från början var Will Wright motståndare till expansioner, men gick redan ett halvår efter att originalet släppts med på att skapa Livin' It Up, som fick sin release i augusti samma år.
Till skillnad från de senare expansionspaketen, lägger inte Livin' It Up till några större nya funktioner. Istället innehåller paketet ett stort antal prylar, som elgitarren och kemiexperimentbordet, och figurer, som liemannen och anden i flaskan. Dessutom tillkommer nya dörrar, fönster, tapeter och golv.
I originalversionen av The Sims fanns det bara ett "grannskap", vilket innebar att man bara kunde spara tio pågående spel (i varje grannskap fanns det plats för tio sparade spel, som visas som "tomter" i spelet). I Livin' It Up ökas antalet grannskap till fem, vilket innebär att man kan spara femtio spel.